# Episodi de Il mio amico Ricky (prima stagione)
La prima stagione della sitcom Il mio amico Ricky è stata trasmessa negli Stati Uniti dal 25 settembre 1982 al 30 aprile 1983.
| nº | Titolo originale                     | Prima TV USA      |
| -- | ------------------------------------ | ----------------- |
| 1  | Pilot                                | 25 settembre 1982 |
| 2  | Boys Will Be Boys                    | 2 ottobre 1982    |
| 3  | Grandfather Stratton                 | 9 ottobre 1982    |
| 4  | Me & Mr. T                           | 16 ottobre 1982   |
| 5  | Takin' a Chance on Love              | 23 ottobre 1982   |
| 6  | Evelyn Returns                       | 30 ottobre 1982   |
| 7  | The Great Computer Caper             | 6 novembre 1982   |
| 8  | I'm Just Wild About Harry            | 13 novembre 1982  |
| 9  | Honor Thy Father                     | 20 novembre 1982  |
| 10 | Father Nature                        | 27 novembre 1982  |
| 11 | A Little Magic                       | 4 dicembre 1982   |
| 12 | Falling in Love Again                | 11 dicembre 1982  |
| 13 | The Best Christmas Ever              | 18 dicembre 1982  |
| 14 | The Most Beautiful Girl in the World | 8 gennaio 1983    |
| 15 | Twelve Angry Kids                    | 15 gennaio 1983   |
| 16 | The Toy Wonder                       | 22 gennaio 1983   |
| 17 | Popcorn                              | 5 febbraio 1983   |
| 18 | Junior Businessman                   | 12 febbraio 1983  |
| 19 | Three's a Crowd                      | 19 febbraio 1983  |
| 20 | The Empire Strikes Out               | 26 febbraio 1983  |
| 21 | Won't You Go Home, Bob Danish?       | 5 marzo 1983      |
| 22 | The X-Team                           | 30 aprile 1983    |